# Vion (entreprise)
Pour les articles homonymes, voir Vion.
Vion est une entreprise coopérative néerlandaise agroalimentaire. Elle est présente dans deux secteurs, la production de viande, mais également la production d'ingrédients issus de l'agriculture ou de l'élevage, comme la gélatine.

## Histoire
En 2013, 2 Sisters Food Group annonce l'acquisition des activités britannique de Vion, spécialisées dans la volaille et la viande rouge, pour un montant inconnu.